# Lijst van acteurs in Power Rangers
Dit is een lijst van vaste en regelmatig terugkerende acteurs in de Power Rangers-series.

## Acteurs

### Mighty Morphin Power Rangers
- Austin St. John
- Walter Emanuel Jones
- Amy Jo Johnson
- David Yost
- Thuy Trang
- Jason David Frank
- Johnny Yong Bosch
- Karan Ashley
- Steve Cardenas
- Catherine Sutherland
- Charlie Kersh
- Paul Schrier
- Jason Narvy
- Richard Genelle
- Gregg Bullock
- Royce Herron (uncredited)
- Machiko Soga
- Ami Kawai
- Audri Dubois
- Bobby Val

### Mighty Morphin Alien Rangers
- Rajia Baroudi
- David Bacon
- Tim Gray
- Karim Prince
- Alan Palmer
- Michael R. Gotto
- Michael O' Laskey
- Matthew Sakimoto
- Sicily
- Julia Jordan
- Justin Timsit
- David Yost
- Cody Slaton
- Ross J. Samaya

### Power Rangers: Zeo
- Catherine Sutherland
- Nakia Burrise
- Steve Cardenas
- Johnny Yong Bosch
- Jason David Frank
- Austin St. John
- David Yost
- Erik Frank
- Paul Schrier
- Jason Narvy
- Richard Genelle
- Gregg Bullock
- Sarah Brown

### Power Rangers: Turbo
- Jason David Frank
- Johnny Yong Bosch
- Nakia Burrise
- Catherine Sutherland
- Blake Foster
- Selwyn Ward
- Roger Velasco
- Tracy Lynn Cruz
- Patricia Ja Lee
- Carol Hoyt
- Hilary Shepard Turner
- Paul Schrier
- Jason Narvy
- Gregg Bullock

### Power Rangers in Space
- Tracy Lynn Cruz
- Patricia Ja Lee
- Roger Velasco
- Selwyn Ward
- Christopher Khayman Lee
- Justin Nimmo
- Melody Perkins
- Paul Schrier
- Jason Narvy
- Hilary Shepard Turner
- Aloma Wright

### Power Rangers: Lost Galaxy
- Danny Slavin
- Reggie Rolle
- Archie Kao
- Cerina Vincent
- Valerie Vernon
- Russell Lawrence
- Melody Perkins
- Amy Miller
- Paul Schrier

### Power Rangers: Lightspeed Rescue
- Michael Chaturantabut
- Sean Cw Johnson
- Alison MacInnis
- Keith Robinson
- Sasha Williams
- Rhett Fisher
- Monica Louwerens
- Ron Roggé
- Jennifer L. Yen

### Power Rangers: Time Force
- Jason Faunt
- Michael Copon
- Kevin Kleinberg
- Deborah Estelle Phillips
- Erin Cahill
- Daniel Southworth
- Vernon Wells
- Kate Sheldon
- Edward Laurence Albert
- Ken Merckx

### Power Rangers: Wild Force
- Ricardo Medina, Jr.
- Alyson Kiperman
- Phillip Jeanmarie
- Jack Guzman
- Jessica Rey
- Phillip Andrew
- Ann Marie Crouch
- Ilia Volok
- Sin Wong
- Sandra McCoy

### Power Rangers: Ninja Storm
- Pua Magasiva
- Sally Martin
- Glenn McMillan
- Jason Chan
- Adam Tuominen
- Jorgito Vargas, Jr.
- Grant McFarland
- Katrina Devine

### Power Rangers: Dino Thunder
- James Napier
- Kevin Duhaney
- Emma Lahana
- Jeffrey Parazzo
- Jason David Frank
- Ismay Johnston
- Miriama Smith
- Latham Gaines
- Katrina Devine
- Tom Hern

### Power Rangers: S.P.D.
- Brandon Jay McLaren
- Chris Violette
- Matt Austin
- Monica May
- Alycia Purrott
- John Tui
- Michelle Langstone
- Kelson Henderson
- Barnie Duncan
- Rene Naufahu
- Josephine Davison
- Natacha Hutchison
- Paul Norell
- Tandi Wright
- Beth Allen

### Power Rangers: Mystic Force
- Firass Dirani
- Angie Diaz
- Richard Brancatisano
- Melanie Vallejo
- Nic Sampson
- John Tui
- Peta Rutter
- Antonia Prebble
- Barnie Duncan
- Kelson Henderson
- Holly Shanahan

### Power Rangers: Operation Overdrive
- James MacLurcan
- Samuell Benta
- Gareth Yuen
- Caitlin Murphy
- Rhoda Montemayor
- Dwayne Cameron
- Rod Lousich
- David Weatherley
- Gerald Urquhart
- Kelson Henderson
- Ria Vandervis

### Power Rangers: Jungle Fury
- Jason Smith
- Aljin Abella
- Anna Hutchison
- David de Lautour
- Nikolai Nikolaeff
- Nathaniel Lees
- Sarah Thomson
- Bruce Allpress
- Oliver Driver
- Stig Eldred
- Andrew Laing
- Michelle Langstone
- Holly Shanahan

### Power Rangers: R.P.M.
- Eka Darville
- Ari Boyland
- Rose McIver
- Milo Cawthorne
- Daniel Ewing
- Mike Ginn
- Li Ming Hu
- James Gaylyn
- Olivia Tennet
- Adelaide Kane
- John Sumner

### Power Rangers: Samurai
- Alex Heartman
- Erika Fong
- Hector David Jr.
- Najee De-Tiege
- Brittany Anne Pirtle
- Steven Skyler
- Kimberly Crossman
- Rene Naufahu
- Felix Ryan
- Paul Schrier
- Rick Medina

## Stemacteurs

### Saban/MMPR Producties era (Verenigde Staten)
- Stephen Apostolina
- Robert Axelrod
- Catherine Battistone
- Alonzo Bodden
- Alex Borstein
- Richard Cansino
- Bryan Cranston
- Vicki Davis
- Alex Dodd
- Richard Epcar
- Tom Fahn
- Jason Faunt
- Michael Forest
- Rebecca Forstadt
- Eddie Frierson
- Barbara Goodson
- Peter Greenwood
- Melora Harte
- Richard Steven Horvitz
- Carol Hoyt
- John C. Hyke
- Sean Cw Johnson
- Walter Emanuel Jones
- Archie Kao
- Neil Kaplan
- R. Martin Klein
- Chuck Kovacic
- Steve Kramer
- Lex Lang
- Wendee Lee
- David Leisure
- David Lodge
- Monica Louwerens
- Julie Maddalena
- Kerrigan Mahan
- Dave Mallow
- Bob Manahan
- Jackie Marchand
- Michael McConnohie
- Ken Merckx
- Matt K. Miller
- Jason Narvy
- Tony Oliver
- Peggy O'Neal
- Brad Orchard
- Oliver Page
- Scott Page-Pagter
- Bob Papenbrook
- Paul Pistore
- Simon Prescott
- Derek Stephen Prince
- Phil Proctor
- Mike Reynolds
- Ron Roggé
- Diane Salinger
- Paul Schrier
- Brianne Siddall
- Douglas Sloan
- Michael Sorich
- David Stenstrom
- Doug Stone
- Terrence Stone
- Paul St. Peter
- Kim Strauss
- Catherine Sutherland
- Brian Tahash
- Jimmy Theodore
- Patrick Thomas
- Kirk Thornton
- Blake Torney
- Valerie Vernon
- David Walsh
- Ezra Weisz
- Wally Wingert
- Sin Wong
- Dan Woren
- Tom Wyner

### Disney/Jetix/Ranger Productie era (Nieuw-Zeeland)
Veel van deze acteurs zijn ook betrokken bij andere disney producties.
- Dallas Barnett
- Skylar Deleon
- Jeremy Birchall
- Susan Brady
- Alistair Browning
- Dwayne Cameron
- Campbell Cooley
- Peter Daube
- Josephine Davison
- Stuart Devenie
- Geoff Dolan
- Oliver Driver
- Barnie Duncan
- Lori Dungey
- Mark Ferguson
- Latham Gaines
- Adam Gardiner
- James Gaylyn
- Mike Havoc
- Kelson Henderson
- Bruce Hopkins
- Jason Hoyte
- Michael Hurst
- Derek Judge
- Patrick Kake
- Tom Kane
- Andrew Laing
- John Leigh
- Grant McFarland
- Jim McLarty
- Anthony Ray Parker
- Craig Parker
- Antonia Prebble
- Donogh Rees
- Cameron Rhodes
- Andrew Robertt
- Paolo Rotondo
- Nic Sampson
- Brett Stewart
- Blair Strang
- Ray Trickett
- Gerald Urquhart
- Jorgito Vargas, Jr.
- David Weatherley
- Mark Williams
- Cal Wilson
- Mark Wright